# Campeonato Mundial de Patinaje Artístico sobre Hielo de 1972
El LXII Campeonato Mundial de Patinaje Artístico se realizó en Calgary (Canadá) entre el 7 y el 11 de marzo de 1972 bajo la organización de la Unión Internacional de Patinaje sobre Hielo (ISU) y la Federación Canadiense de Patinaje sobre Hielo. 

## Resultados

### Masculino
| Puesto | Nombre              | País            | Puntos |
| ------ | ------------------- | --------------- | ------ |
| Oro    | Ondrej Nepela       | Checoslovaquia  | 9      |
| Plata  | Sergei Chetverukhin | Unión Soviética | 19     |
| Bronce | Vladimir Kovalev    | Unión Soviética | 34     |

### Femenino
| Puesto | Nombre          | País           | Puntos |
| ------ | --------------- | -------------- | ------ |
| Oro    | Beatrix Schuba  | Austria        | 13     |
| Plata  | Karen Magnussen | Canadá         | 16     |
| Bronce | Janet Lynn      | Estados Unidos | 25     |

### Parejas
| Puesto | Nombre                              | País            | Puntos |
| ------ | ----------------------------------- | --------------- | ------ |
| Oro    | Irina Rodnina / Alexei Ulanov       | Unión Soviética | 9      |
| Plata  | Liudmila Smirnova / Andrei SuraIkin | Unión Soviética | 21,5   |
| Bronce | Alicia Jo Starbuck / Ken Shelley    | Estados Unidos  | 28,5   |

### Danza en hielo
| Puesto | Nombre                                 | País                          | Puntos |
| ------ | -------------------------------------- | ----------------------------- | ------ |
| Oro    | Liudmila Pakhomova / Alexandr Gorshkov | Unión Soviética               | 14     |
| Plata  | Angelika Buck / Erich Buck             | República Democrática Alemana | 17     |
| Bronce | Judy Schwomeyer / James Sladky         | Estados Unidos                | 24     |

## Medallero
| Núm. | País                          | Oro | Plata | Bronce | Total |
| ---- | ----------------------------- | --- | ----- | ------ | ----- |
| 1    | Unión Soviética               | 2   | 2     | 1      | 5     |
| 2    | Austria                       | 1   | 0     | 0      | 1     |
| 2    | Checoslovaquia                | 1   | 0     | 0      | 1     |
| 4    | República Democrática Alemana | 0   | 1     | 0      | 1     |
| 4    | Canadá                        | 0   | 1     | 0      | 1     |
| 6    | Estados Unidos                | 0   | 0     | 3      | 3     |
|      | TOTAL                         | 4   | 4     | 4      | 12    |

| Predecesor: Francia 1971 | Campeonato Mundial de Patinaje Artístico sobre Hielo 1972 | Sucesor: Checoslovaquia 1973 |

- Datos: Q693149